# XB-19 (航空機)

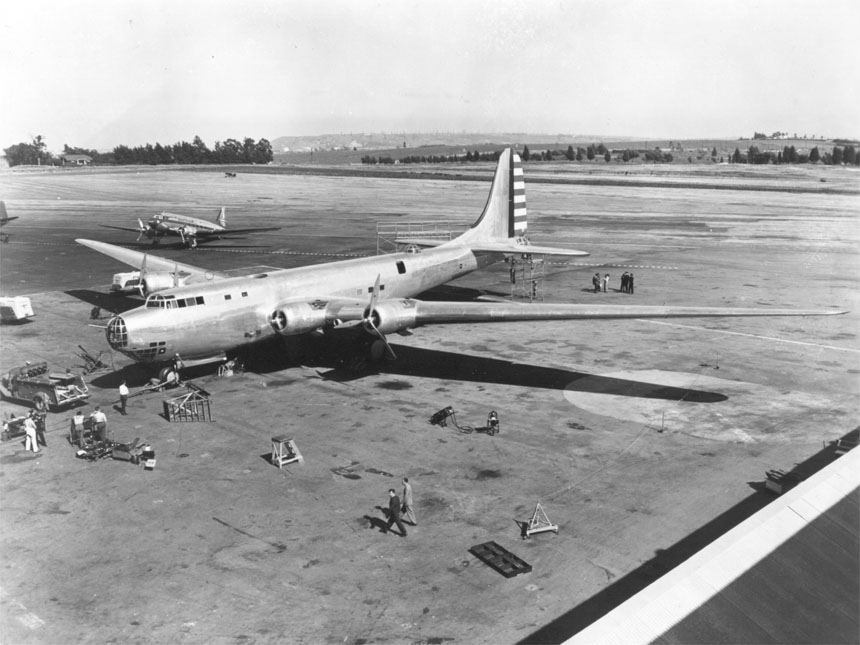
XB-19

ダグラス XB-19は、アメリカ陸軍航空隊向けにダグラス社が試作した爆撃機で、1938年に試作機1機のみが建造された。当時としては最大規模の重爆撃機であった。同時期にボーイング社も同様に大きな機体を試作しており、そちらはXB-15である。

## 概要
1930年代に入り、アメリカ陸軍航空隊は、超長距離爆撃機の開発を各航空機メーカーに求めた。各社の開発計画はXBLR (Experimental Bomber, Long Range) として、ボーイング社案にはXBLR-1（後のXB-15）、ダグラス社案にはXBLR-2、シコルスキー社案にはXBLR-3（製造されず）の名称が付けられた。
ダグラス社も長距離爆撃機の検討を行なっており、モックアップ審査の後、1935年10月18日にXBLR-2の発注が成された。1936年3月8日にXB-19の名称が与えられている。
ダグラス社は開発中に、機体が技術的に見るべきところが無く、その割にコストや開発時間がかかることに気付き、開発中止を望むようになった。しかし、陸軍航空隊は、大型爆撃機建造技術の開発と飛行特性の研究のための実験機としての利用を望み、遅々としたペースながら開発は継続された。
機体は全幅64.6 mに達する大型機であり、キッチンやトイレ、ベッド8床まで備えており、立ったまま胴体内部を行き来が出来、飛行中に主翼内側からエンジンの点検すら可能である。大きさは当時の主力重爆B-17を2機並べた時よりも横幅が大きく、B-36出現前までは最大のサイズを誇った巨人機であった。武装は37 mm機関砲塔2基をはじめとして、12.7 mm、7.62 mm機関銃が5挺ずつ、計12門が装備され、爆弾は標準で12,580 ℓbだが、燃料を削減することで、最大37,100 ℓbまで搭載可能だった。1936年3月8日にXB-19の名称が与えられている。
1941年6月27日に初飛行に成功し、1943年にはエンジンをライト R-3350空冷二重星型エンジン（離昇出力2,000馬力）から、アリソン V-1710をギアで並列に2つつないだ液冷ダブルV型24気筒エンジンであるアリソンV-3420（離昇出力2,600馬力）に換装され、XB-19Aとなった。試験機としての使命が終わった後は空軍発足後の1949年まで輸送機として使用された。
空軍では退役したXB-19Aを保存展示する計画があったが、当時はまだ退役航空機を展示する博物館が無かったため、結局XB-19Aの完全な機体は保存されなかった。ランディングギアのタイヤのみが2つ残され、それぞれ米国オハイオ州の国立アメリカ空軍博物館とユタ州のアメリカ空軍ヒル基地付属ヒル航空博物館に展示されている。

## 要目(XB-19A)
- 乗員：18名
- 全長：40.2m
- 全幅：64.6m
- 全高：13.0m
- 自重：63,500kg
- エンジン：アリソン V-3420 液冷V型24気筒レシプロエンジン　離昇出力2,600馬力×4
- 最大速度：427km/h
- 航続距離：12,500km
- 武装：機銃 37mm機銃2門・12.7mm機銃5門・7.62mm機銃5門 計12門、爆弾8,840Kg